# Scambina roseipicta
Scambina roseipicta is een vlinder uit de familie spinneruilen (Erebidae). De wetenschappelijke naam is voor het eerst geldig gepubliceerd in 1911 door Druce.
De soort komt voor in tropisch Afrika.